# ミキ・ヨン
ミキ・ヨン（楊愛瑾、Miki Yeung、1985年2月14日 - ）は、香港の歌手、女優。ゴールド・タイフーン・エンターテインメント所属。身長166cm、体重44kg、みずがめ座。
2002年にCookies（香港版モーニング娘。と呼ばれた）のメンバーとなり、その後9人から4人に再編成されたMini Cookiesの活動を経て、現在はソロで活動している。
2005年、映画『B420』で第19回福岡アジア映画祭のグランプリを受賞し、授賞式には自費でかけつけた。

## 音楽作品
cookies、Mini cookies 時代の楽曲については、cookiesを参照のこと。

### カラオケアルバム
- 2002年10月23日 Holidays - Cookies
- 2003年11月17日 Channel Cookies - Cookies

## 出演作品

### 映画
- 九個女仔一只鬼(2002年) - Miki 役
- 百分百感覚2003(2003年) - Jackie 役
- 三更2之餃子(2004年) - 小琪 役
- 龍咁威2(2005年) - 小柔 役
- ロボッツ(2005年、中国語版吹替え)
- B420(2005年) - 阿蕎 役
- 春田花花同学会(2006年) - 女性警官 役
- 至尊無頼(2006年) - 阿sa 役
- 愛上屍新娘(2006年) - 小玉 役
- 恋愛初歌(2006年) - MINI 役(ゲスト)
- 黒拳(2006年) - 田莉 役
- 心想事成(2007年) - 柔柔 役
- 十分愛(2007年) - 阿蚊 役
- 我的最愛(2008年) - 阿敏 役
- 親愛的(2008年) - 阿敏 役
- 保持愛你(2009年) - 小金魚/阿敏 役

### テレビドラマ
- 美麗在望(2002年)  - 本人役
- 恋愛自由式(2003年) - 温柔 役
- 当四葉草碰上剣尖時(2003年、第一話ゲスト)
- 争分奪秒(2004年) - 馮美茵 役
- 奇幻潮(2005年) - 羨慕死人(盧鳳慈) 役
- 愛情研究院(2008年) - 司会者 役

### インターネットドラマ
- 藍罐最痛(2002年、now.com)
- 百分百 冬日之恋(2002年、now.com)
- 四曲奇談(2003年、now.com)